# ۶۰۰ (میلادی)
۶۰۰ (میلادی) ششصد مین سال تقویم میلادی است.

## درگذشتگان
‎